# Гбуа, Ян
Ян Патрик Гбуа (фр. Yann Patrick Gboua; родился 26 февраля 2008) — бельгийский футболист, нападающий клуба «Стандард», выступающий на правах аренды за «Льерс».

## Клубная карьера
Воспитанник академии «Стандарда». 19 апреля 2024 года дебютировал за фарм-клуб «СЛ16», выйдя в стартовом составе на матч Челленджер Про Лиги против «Остенде». 28 июля 2024 года впервые попал в заявку основной команды клуба на матч Про-лиги против «Генка», однако на поле не появился. 29 марта 2025 года дебютировал в чемпионате Бельгии, выйдя на замену в матче против клуба «Мехелен».